# Endless Pain
Endless Pain (Dolor Interminable) es el álbum debut de la banda alemana de thrash metal Kreator. Fue lanzado en octubre de 1985 por Noise Records. También fue lanzado como una edición limitada en vinilo de color rojo. En el año 2000 fue relanzado como una versión remasterizada con las canciones de la demo End of the World con bonus tracks.

## Lista de canciones
1. "Endless Pain"   – 3:32
2. "Total Death"  – 3:28
3. "Storm of the Beast"  – 5:01
4. "Tormentor"  – 2:56
5. "Son of Evil"  – 4:16
6. "Flag of Hate"  – 4:42
7. "Cry War"  – 3:45
8. "Bone Breaker"  – 2:58
9. "Living In Fear"  – 3:12
10. "Dying Victims"  – 4:51
11. "Armies of Hell" (demo)* - 5:17
12. "Tormentor" (demo)* - 2:56
13. "Cry War" (demo)* - 4:22
14. "Bone Breaker" (demo)* - 4:01

(*)Con los bonus tracks de la versión de 2000. Ya en 1989 hubo una reedición que contiene estos en lugar de los bonus tracks del EP Flag of Hate, Take their Lives y Awakening of the Gods. Incluso la pieza "Flag of Hate" con la versión más reciente fue sustituida.

## Créditos
- Mille Petrozza - guitarra, voz en los tracks 2, 4, 6, 8, 10
- Rob Fioretti - bajo
- Jürgen Reil - batería, voz en los tracks 1, 3, 5, 7, 9
- Horst Müller - productor
- Karl-Ulrich Walterbach - productor ejecutivo

## Curiosidades
- La canción "Flag of Hate" también puede encontrarse en su segundo disco Pleasure to Kill.
- Al momento de lanzar el álbum la madre de Mille Petrozza tuvo que firmar por él con la discográfica Noise Records ya que Petrozza era menor de edad en aquel entonces.